# Schiltach
Pour les articles homonymes, voir Schiltach (homonymie).
Schiltach est une ville de Bade-Wurtemberg (Allemagne), située dans l'arrondissement de Rottweil, dans le district de Fribourg-en-Brisgau. Schiltach est située en Forêt-Noire au confluent de la Kinzig et de la Schiltach.
Autrefois la gare de Schiltach avait un rôle considérable, car ici s'embranchait la Ligne de chemins de fer Schiltach-Schramberg qui avait un rôle important pour le trafic de marchandises.
L'entreprise Hansgrohe possède son siège à Schiltach.

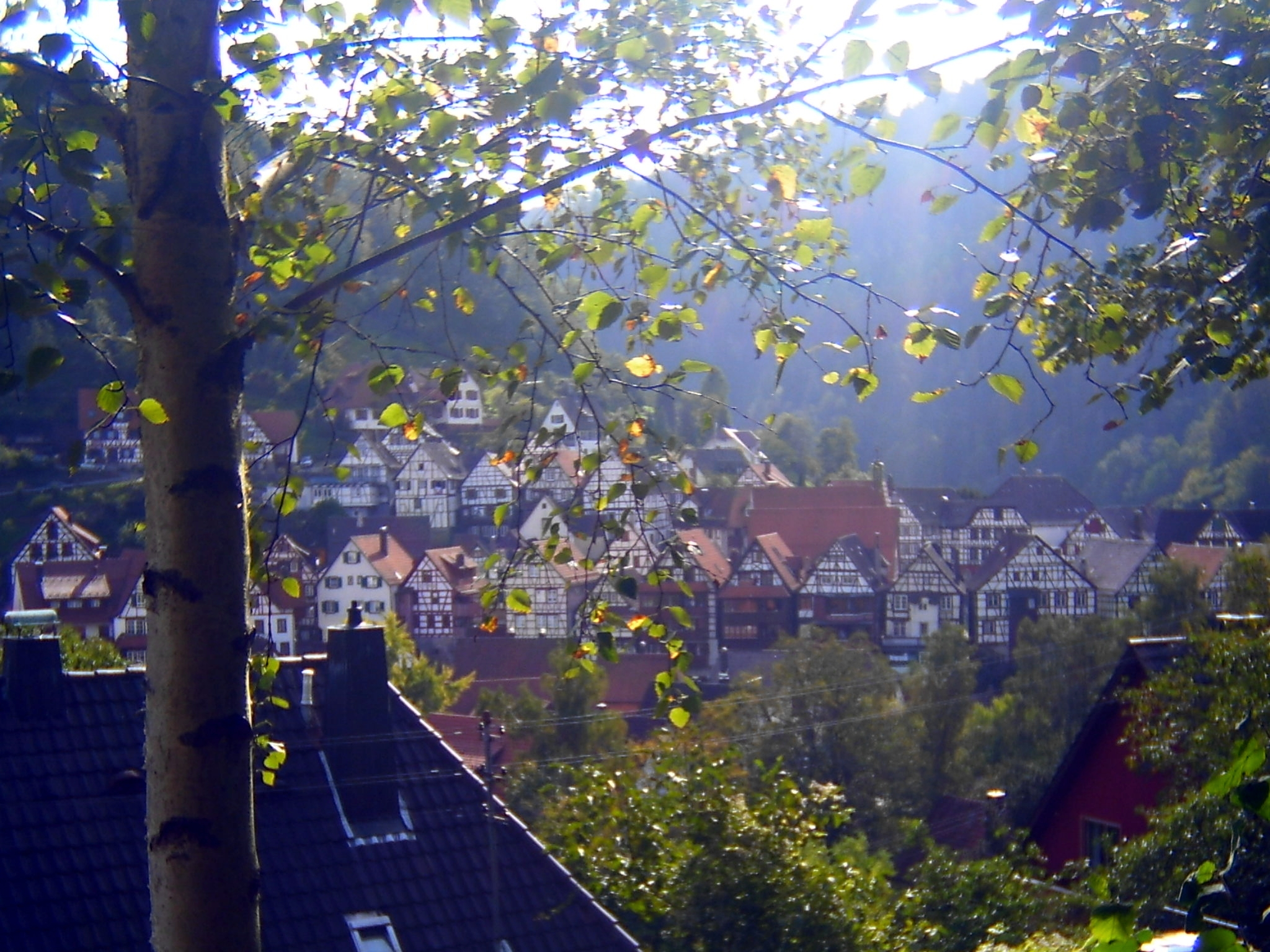
La vieille ville en dessous du Schlossberg
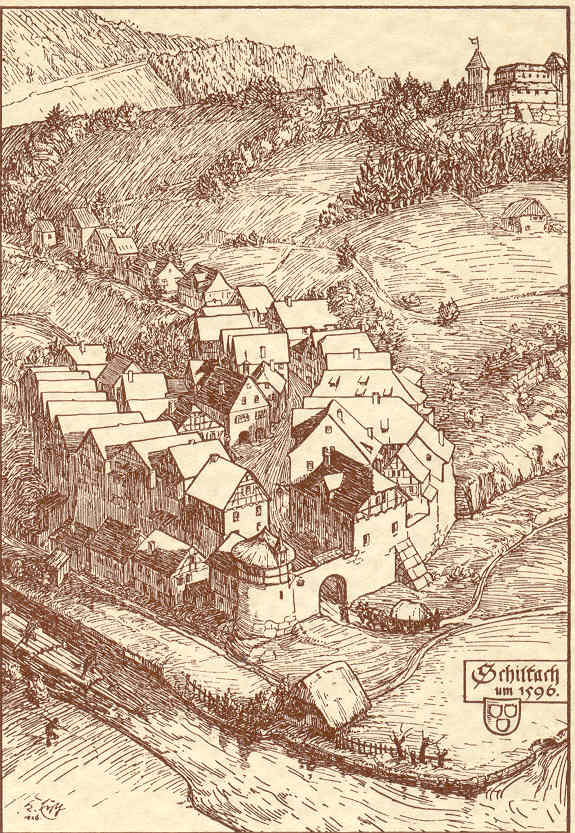
Schiltach avec le château et la Unterem Tor (porte inférieure) en 1596
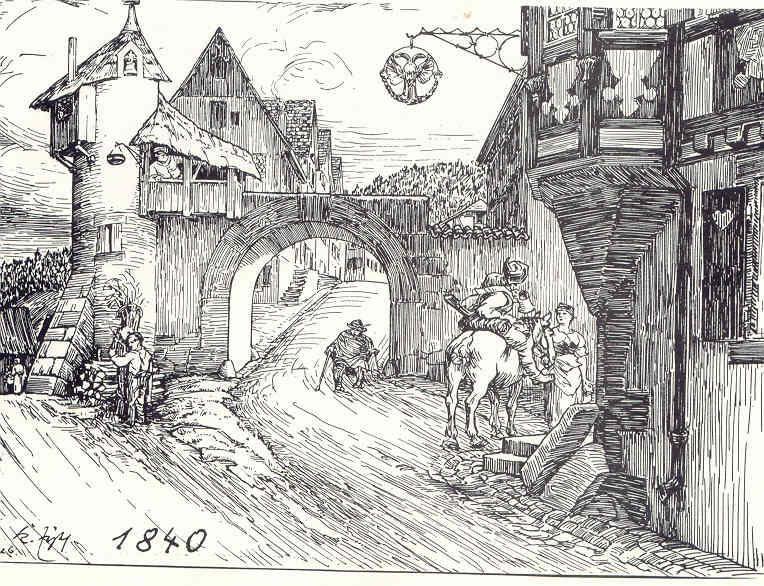
La Unteres Tor (porte inférieure) en face de l'auberge Adler en 1840
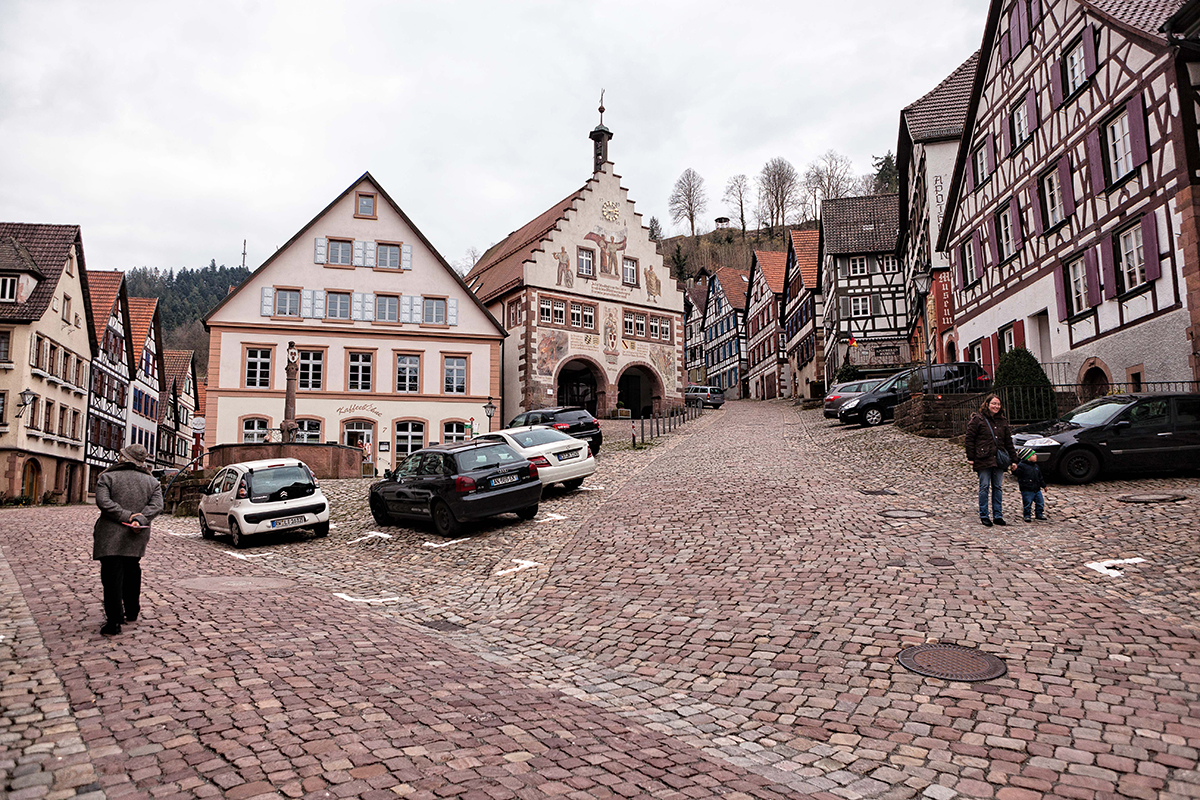
La Place du Marché (Marktplatz)
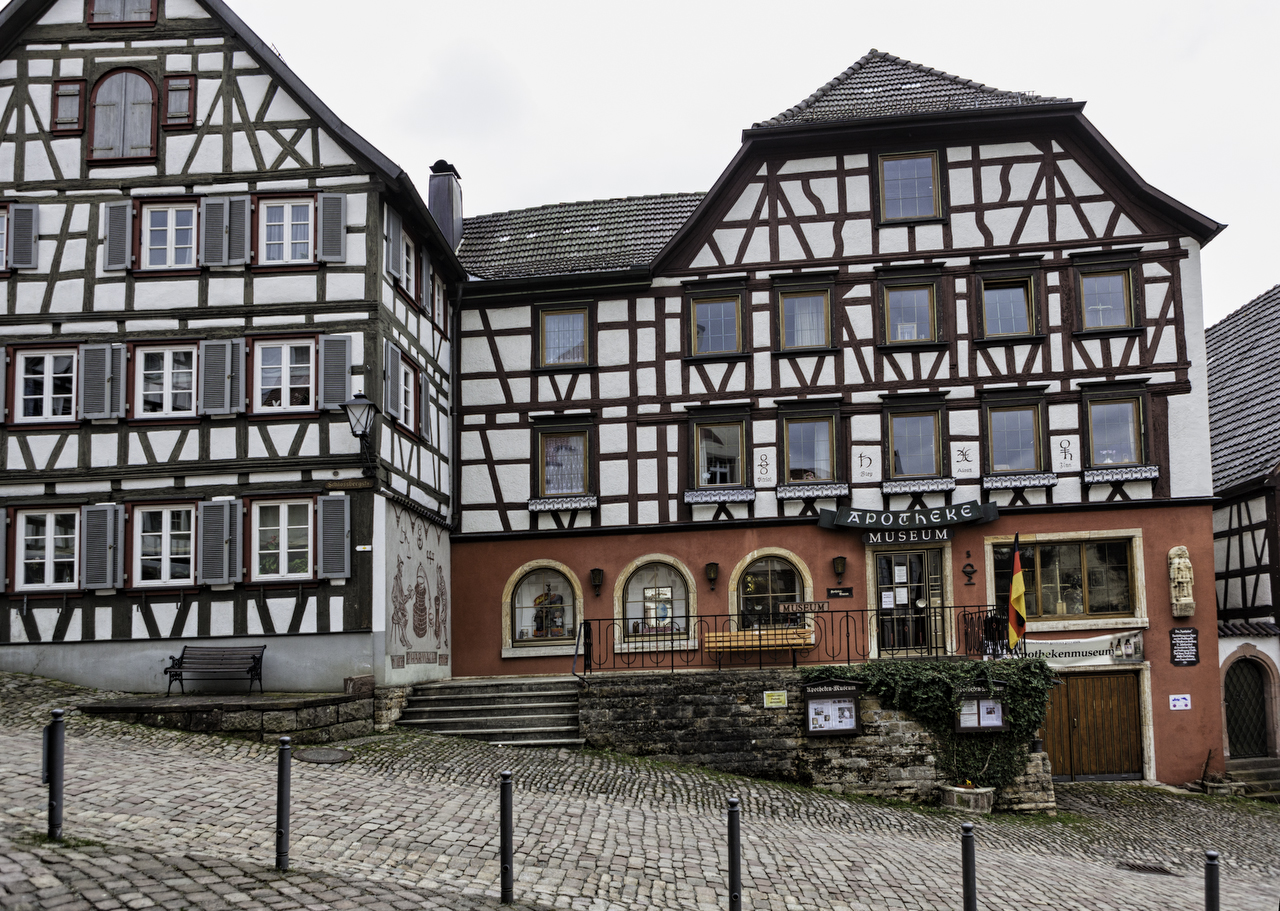
Musée de la pharmacie sur la Marktplatz